# Eyja- og Miklaholtshreppur
Eyja- og Miklaholtshreppur ([ˈɛɪjäˌ ɔɣ ˈmɪʰklaˌhɔl̥(t)sˈr̥ɛʰpʏr̥]ⓘ) es un municipio de Islandia. Se encuentra en la zona central de la región de Vesturland y en el condado de Snæfellsnes- og Hnappadalssýsla. 

## Población y territorio
Tiene un área de 383 kilómetros cuadrados ubicados en la zona central de la península de Snæfellsnes. Su población es de 135 habitantes, según el censo de 2011, para una densidad de 0.35 habitantes por kilómetro cuadrado.

## Galería

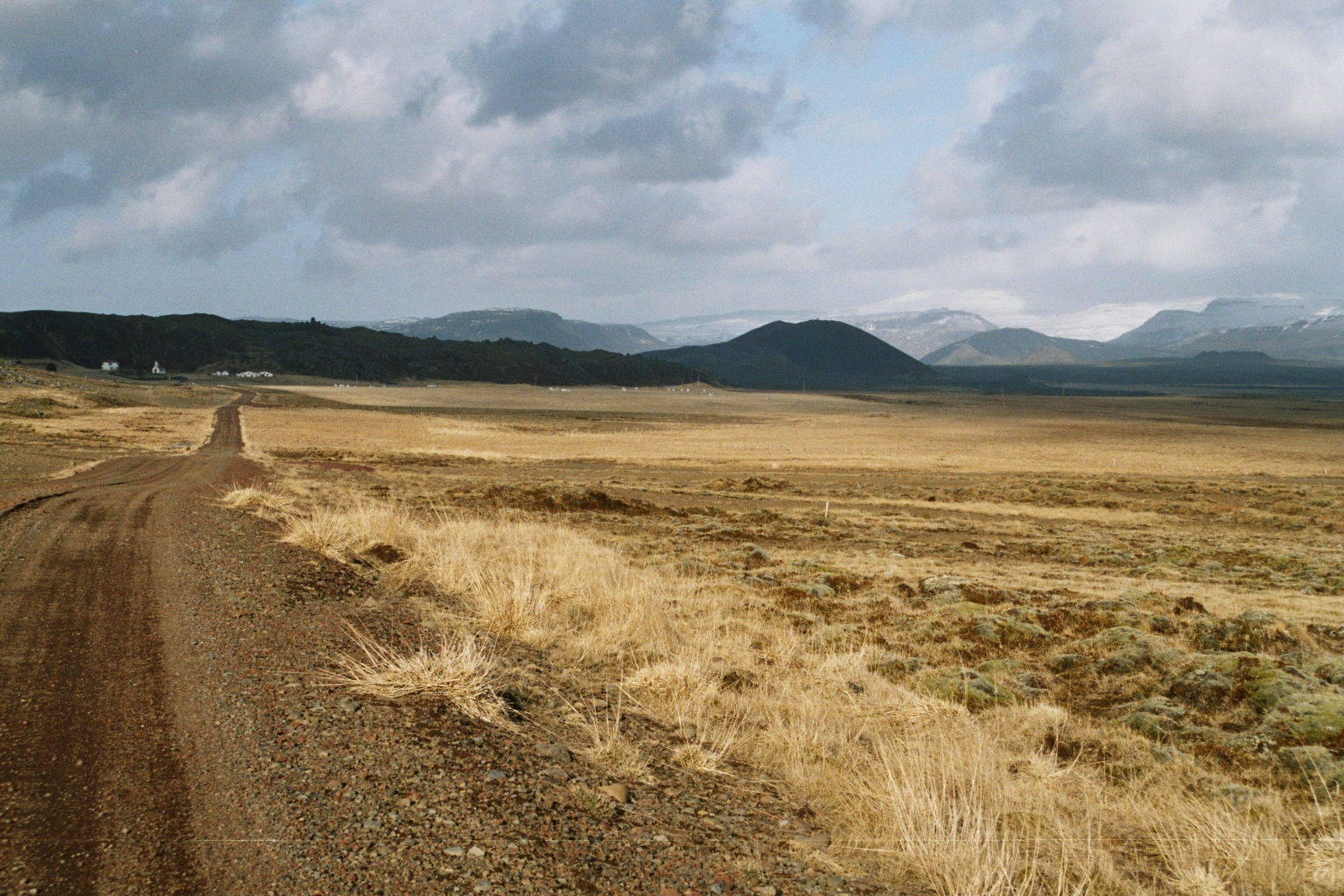
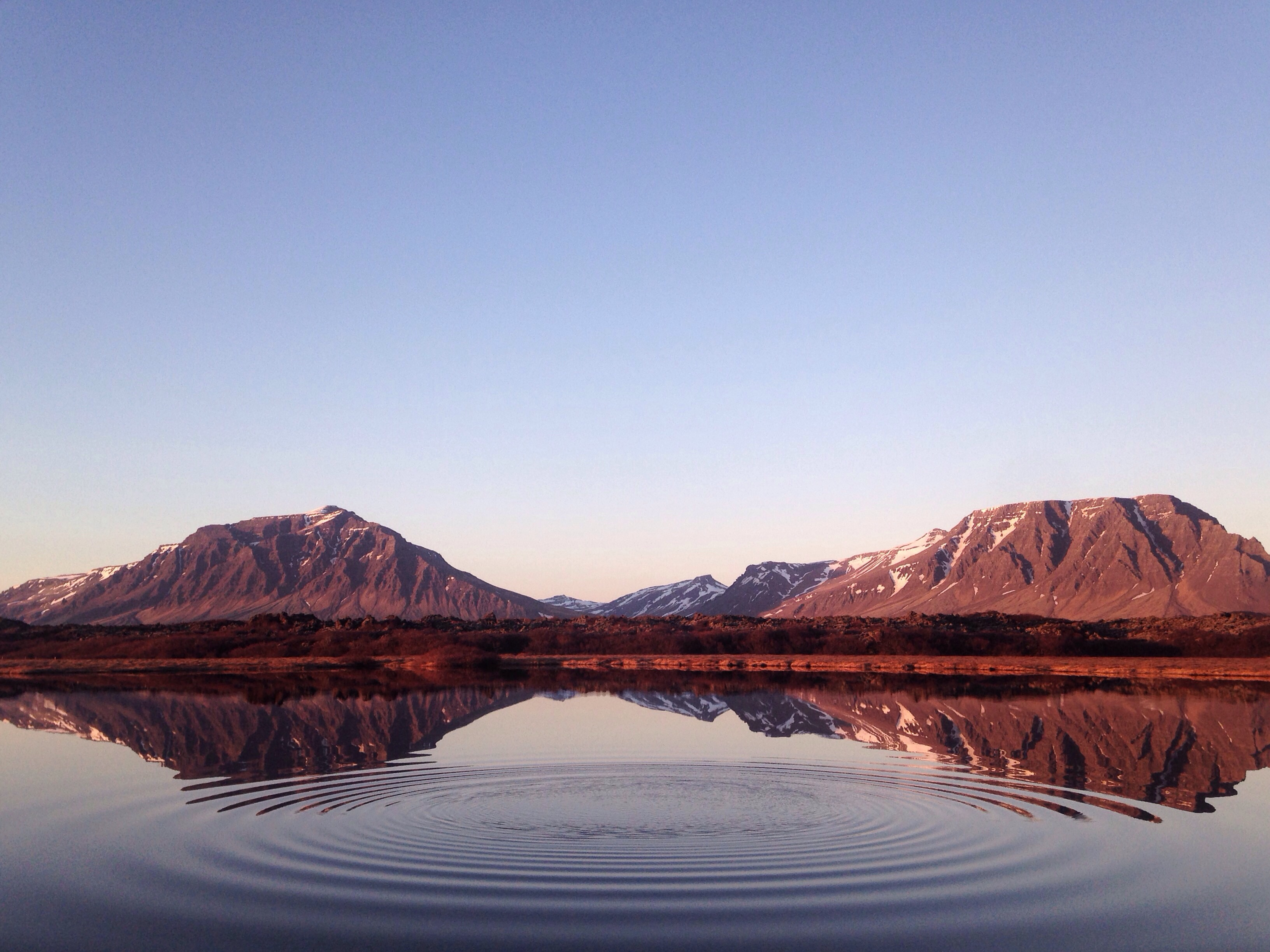
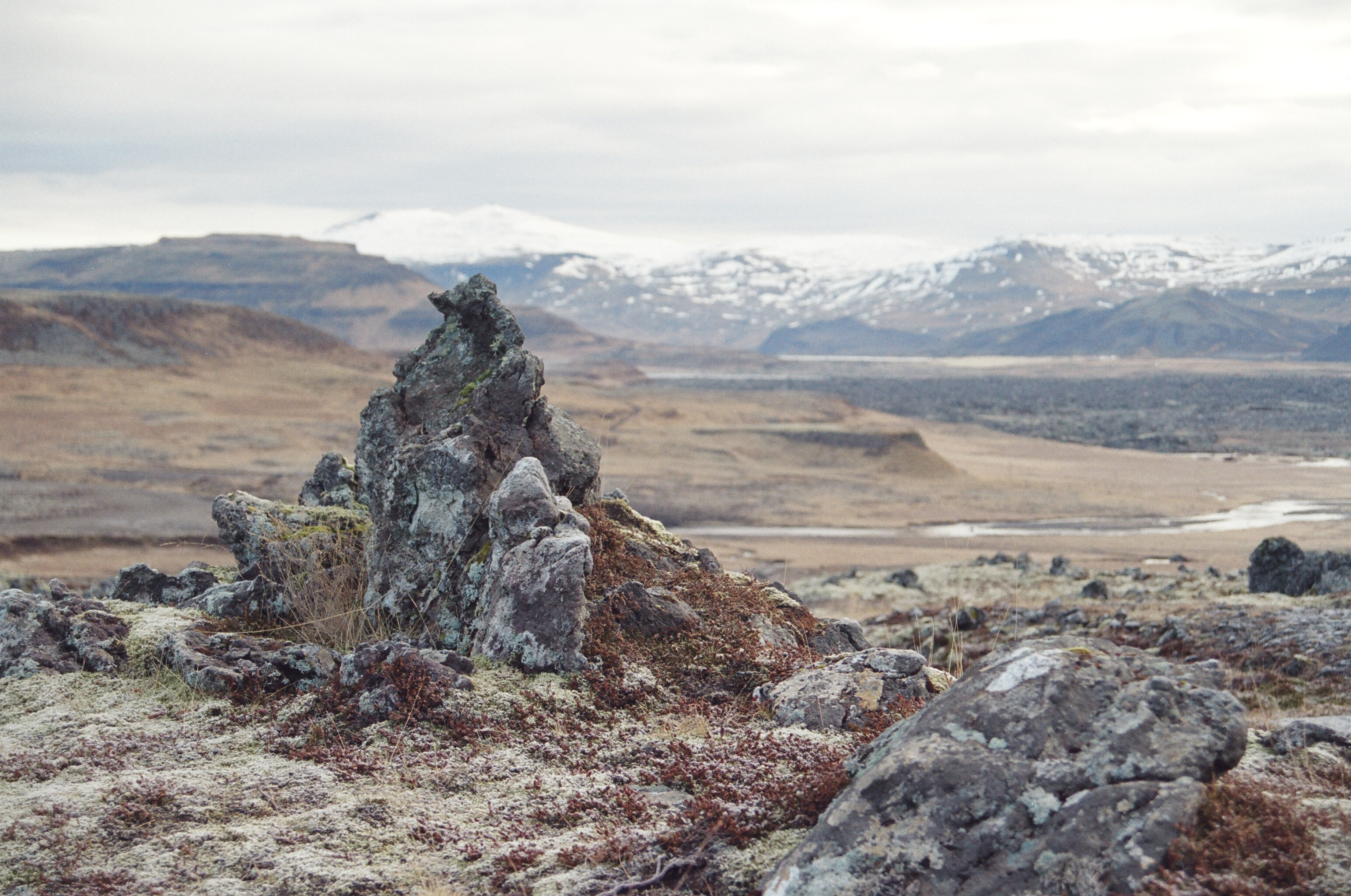
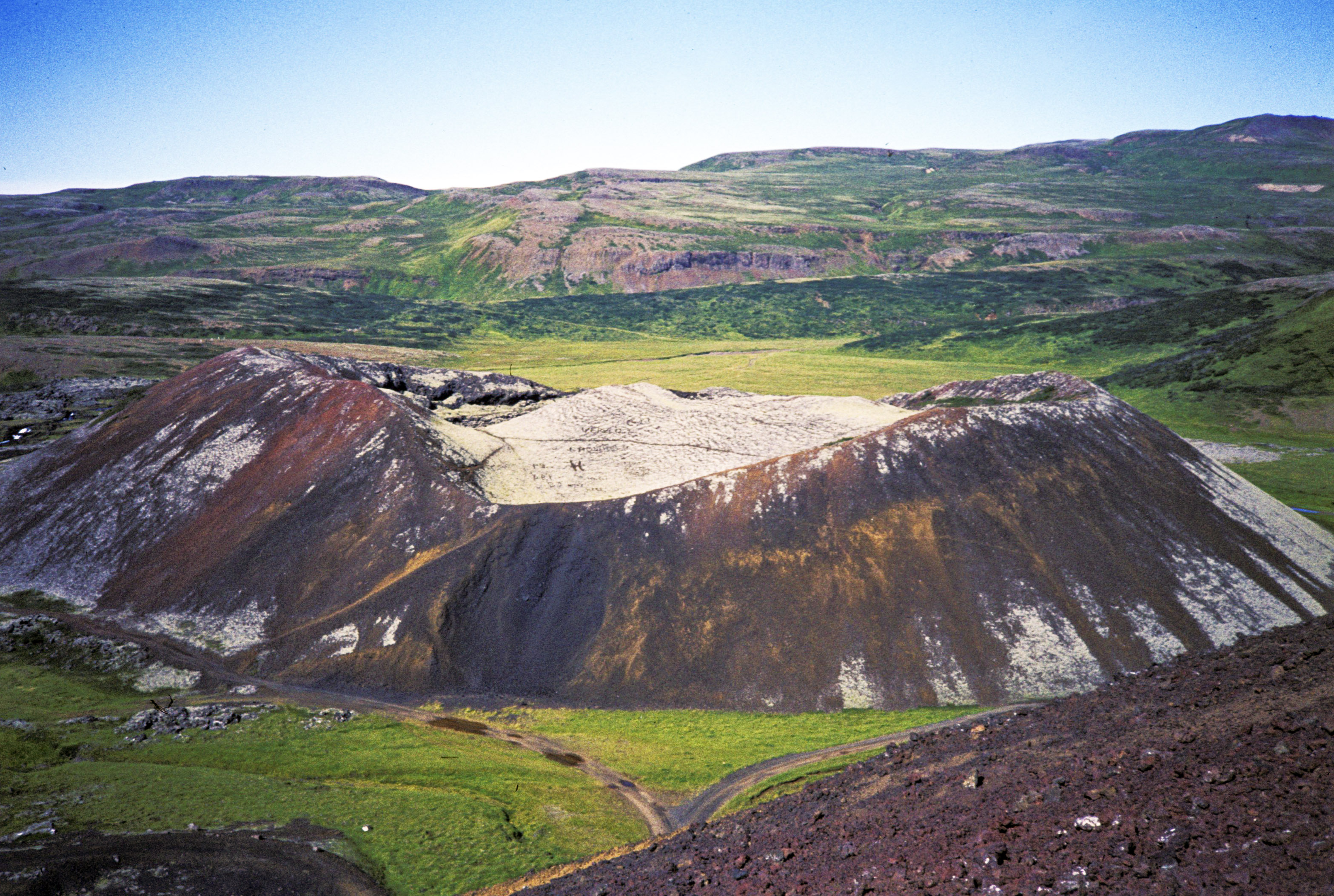
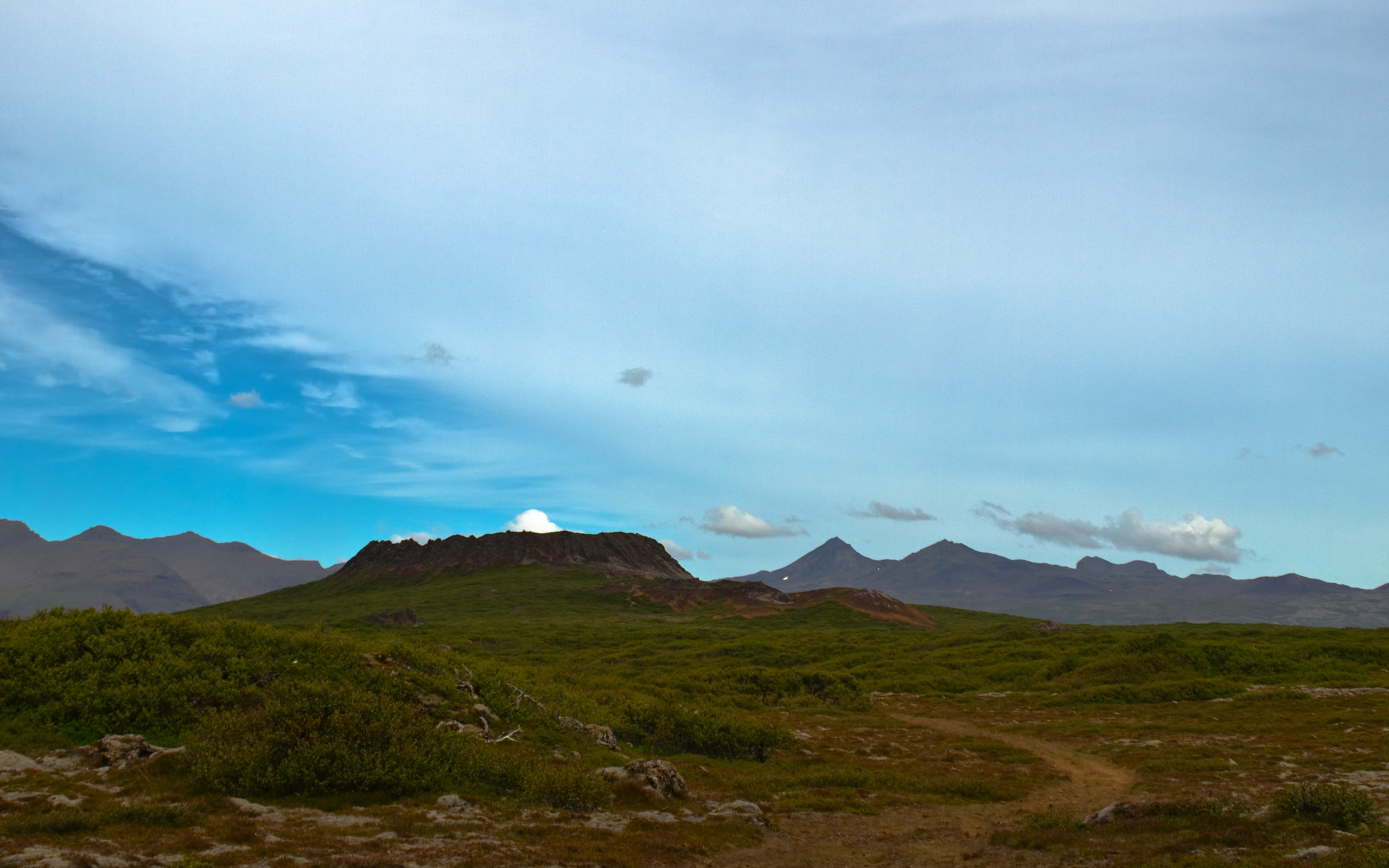